# Paula Hartmann/Diskografie
Diese Diskografie ist eine Übersicht über die musikalischen Werke der deutschen Sängerin Paula Hartmann. Ihre erfolgreichste Veröffentlichung ist das zweite Studioalbum Kleine Feuer, das zum Top-10-Album in Deutschland, Österreich und der Schweiz avancierte.

## Alben

### Studioalben
| Jahr | Titel Musiklabel                                                   | Höchstplatzierung, Gesamtwochen, AuszeichnungChartplatzierungen (Jahr, Titel, Musiklabel, Platzierungen, Wochen, Auszeichnungen, Anmerkungen) | Höchstplatzierung, Gesamtwochen, AuszeichnungChartplatzierungen (Jahr, Titel, Musiklabel, Platzierungen, Wochen, Auszeichnungen, Anmerkungen) | Höchstplatzierung, Gesamtwochen, AuszeichnungChartplatzierungen (Jahr, Titel, Musiklabel, Platzierungen, Wochen, Auszeichnungen, Anmerkungen) | Anmerkungen                         |
| Jahr | Titel Musiklabel                                                   | DE | AT | CH | Anmerkungen                         |
| ---- | ------------------------------------------------------------------ | --- | --- | --- | ----------------------------------- |
| 2022 | Nie verliebt – Und andere Gute-Nacht-Geschichten Four Music (Sony) | DE20 (3 Wo.)DE | — | — | Erstveröffentlichung: 8. April 2022 |
| 2024 | Kleine Feuer Four Music (Sony)                                     | DE2 (26 Wo.)DE | AT5 (9 Wo.)AT | CH8 (11 Wo.)CH | Erstveröffentlichung: 8. März 2024  |

### EPs
| Jahr | Titel Musiklabel                                 | Anmerkungen                                   |
| ---- | ------------------------------------------------ | --------------------------------------------- |
| 2023 | Nie verliebt – Aftershow Edits Four Music (Sony) | Erstveröffentlichung: 26. Mai 2023 2-Track-EP |

## Singles

### Als Leadmusikerin
| Jahr | Titel Album                                                          | Höchstplatzierung, Gesamtwochen, AuszeichnungChartplatzierungen (Jahr, Titel, Album, Platzierungen, Wochen, Auszeichnungen, Anmerkungen) | Höchstplatzierung, Gesamtwochen, AuszeichnungChartplatzierungen (Jahr, Titel, Album, Platzierungen, Wochen, Auszeichnungen, Anmerkungen) | Höchstplatzierung, Gesamtwochen, AuszeichnungChartplatzierungen (Jahr, Titel, Album, Platzierungen, Wochen, Auszeichnungen, Anmerkungen) | Anmerkungen                                        |
| Jahr | Titel Album                                                          | DE | AT | CH | Anmerkungen                                        |
| --- | -------------------------------------------------------------------- | --- | --- | --- | -------------------------------------------------- |
| 2021 | Nie verliebt Nie verliebt – Und andere Gute-Nacht-Geschichten        | — | — | — | Erstveröffentlichung: 27. August 2021              |
| 2021 | Truman Show Boot Nie verliebt – Und andere Gute-Nacht-Geschichten    | — | — | — | Erstveröffentlichung: 8. Oktober 2021              |
| 2021 | Fahr uns nach Hause Nie verliebt – Und andere Gute-Nacht-Geschichten | — | — | — | Erstveröffentlichung: 26. November 2021            |
| 2022 | Kugeln im Lauf Nie verliebt – Und andere Gute-Nacht-Geschichten      | — | — | — | Erstveröffentlichung: 25. Februar 2022             |
| 2022 | Kein Happy End Nie verliebt – Und andere Gute-Nacht-Geschichten      | DE79 (1 Wo.)DE | — | — | Erstveröffentlichung: 6. April 2022 feat. Casper   |
| 2023 | Schwarze SUVs Kleine Feuer                                           | DE73 (1 Wo.)DE | — | — | Erstveröffentlichung: 20. September 2023           |
| 2023 | Candy Crush Kleine Feuer                                             | DE— aDE | — | — | Erstveröffentlichung: 17. November 2023            |
| 2024 | Sag was Kleine Feuer                                                 | DE16 (5 Wo.)DE | AT42 (1 Wo.)AT | — | Erstveröffentlichung: 19. Januar 2024 feat. T-Low  |
| 2024 | DLIT – Die Liebe ist tot Kleine Feuer                                | DE60 (2 Wo.)DE | — | — | Erstveröffentlichung: 14. Februar 2024             |
| 2024 | Atlantis Kleine Feuer                                                | DE33 (2 Wo.)DE | — | — | Erstveröffentlichung: 6. März 2024 feat. Trettmann |
| 2024 | Uludağ und Sorgen Kleine Feuer                                       | DE37 (1 Wo.)DE | — | — | Erstveröffentlichung: 5. April 2024 feat. Symba    |
| 2024 | Nimm mit Kleine Feuer                                                | DE48 (1 Wo.)DE | — | — | Erstveröffentlichung: 9. Mai 2024 feat. Makko      |
| Folgende Lieder erschienen nicht als Single, wurden aber durch das Album zum Download und Streaming bereitgestellt und konnten somit eine Platzierung erlangen: |                                                                      | | | |                                                    |
| |                                                                      | | | |                                                    |
| 2024 | 7 Mädchen Kleine Feuer                                               | DE— bDE | — | — | Charteinstieg: 5. April 2024                       |

### Als Gastmusikerin
| Jahr | Titel Album                    | Höchstplatzierung, Gesamtwochen, AuszeichnungChartplatzierungen (Jahr, Titel, Album, Platzierungen, Wochen, Auszeichnungen, Anmerkungen) | Höchstplatzierung, Gesamtwochen, AuszeichnungChartplatzierungen (Jahr, Titel, Album, Platzierungen, Wochen, Auszeichnungen, Anmerkungen) | Höchstplatzierung, Gesamtwochen, AuszeichnungChartplatzierungen (Jahr, Titel, Album, Platzierungen, Wochen, Auszeichnungen, Anmerkungen) | Anmerkungen                                                               |
| Jahr | Titel Album                    | DE | AT | CH | Anmerkungen                                                               |
| --- | ------------------------------ | --- | --- | --- | ------------------------------------------------------------------------- |
| 2021 | Kein Bock Herz                 | — | — | — | Erstveröffentlichung: 17. Dezember 2021 Luvre47 feat. Paula Hartmann      |
| 2022 | Geruch vom Koks Mainpark Baby  | DE93 (1 Wo.)DE | — | — | Erstveröffentlichung: 30. November 2022 Haftbefehl feat. Paula Hartmann   |
| 2022 | Paris Syndrom (Dach Session) – | — | — | — | Erstveröffentlichung: 16. Dezember 2022 Blumengarten feat. Paula Hartmann |
| 2023 | 3 Sekunden –                   | DE45 (3 Wo.)DE | — | — | Erstveröffentlichung: 6. April 2023 Céline feat. Paula Hartmann           |
| 2024 | Grau –                         | DE— cDE | — | — | Erstveröffentlichung: 22. August 2024 Apsilon feat. Paula Hartmann        |
| 2024 | Red Cups –                     | DE5 (7 Wo.)DE | AT14 (4 Wo.)AT | CH43 (1 Wo.)CH | Erstveröffentlichung: 19. September 2024 Ufo361 feat. Paula Hartmann      |
| Folgende Lieder erschienen nicht als Single, wurden aber durch das Album zum Download und Streaming bereitgestellt und konnten somit eine Platzierung erlangen: |                                | | | |                                                                           |
| |                                | | | |                                                                           |
| 2023 | Gekreuzte Finger Insomnia      | DE— dDE | — | — | Charteinstieg: 7. April 2023 Trettmann feat. Paula Hartmann               |

## Musikvideos
| Jahr | Titel                    | Regie                                         |
| ---- | ------------------------ | --------------------------------------------- |
| 2021 | Nie verliebt             |                                               |
| 2021 | Truman Show Boot         | Finn Dubbeld                                  |
| 2021 | Fahr uns nach Hause      | Benjamin Bistram, Finn Dubbeld, Paula Hartman |
| 2021 | Kein Bock                | Juraj Fortwängler                             |
| 2022 | Kein Happy End           | Nirén Mahajan, Nikolai Meierjohann            |
| 2023 | 3 Sekunden               | Hely Doan                                     |
| 2024 | Sag was                  | Chehad Abdallah                               |
| 2024 | DLIT – Die Liebe ist tot | Chehad Abdallah                               |
| 2024 | Uludağ und Sorgen        | Rb_030                                        |
| 2024 | Grau                     | Arman, Nils Hansen, Aysan Lamby               |
| 2024 | Red Cups                 |                                               |

## Sonderveröffentlichungen

### Alben
| Jahr | Titel Musiklabel                                           | Anmerkungen                                                                       |
| ---- | ---------------------------------------------------------- | --------------------------------------------------------------------------------- |
| 2022 | Apple Music Home Session: Paula Hartmann Four Music (Sony) | Erstveröffentlichung: 22. November 2022 Teil der „Apple-Music-Home-Session“-Reihe |

### Lieder
| Jahr | Titel Album                   | Anmerkungen                                                            |
| ---- | ----------------------------- | ---------------------------------------------------------------------- |
| 2022 | Kein Bock Herz                | Erstveröffentlichung: 9. März 2022 Luvre47 feat. Paula Hartmann        |
| 2022 | Passion Majestic              | Erstveröffentlichung: 29. September 2022 Luciano feat. Paula Hartmann  |
| 2022 | Geruch von Koks Mainpark Baby | Erstveröffentlichung: 1. Dezember 2022 Haftbefehl feat. Paula Hartmann |
| 2023 | Gekreuzte Finger Insomnia     | Erstveröffentlichung: 17. März 2023 Trettmann feat. Paula Hartmann     |
| 2023 | Bring mich nach Hause Olympia | Erstveröffentlichung: 13. Oktober 2023 Betterov feat. Paula Hartmann   |

## Statistik

### Chartauswertung
|                     | DE    | AT    | CH    |
| ------------------- | ----- | ----- | ----- |
| Nummer-eins-Alben   | DE—DE | AT—AT | CH—CH |
| Top-10-Alben        | DE1DE | AT1AT | CH1CH |
| Alben in den Charts | DE2DE | AT1AT | CH1CH |

|                       | DE     | AT    | CH    |
| --------------------- | ------ | ----- | ----- |
| Nummer-eins-Singles   | DE—DE  | AT—AT | CH—CH |
| Top-10-Singles        | DE1DE  | AT—AT | CH—CH |
| Singles in den Charts | DE10DE | AT2AT | CH1CH |